# رمز رسولي

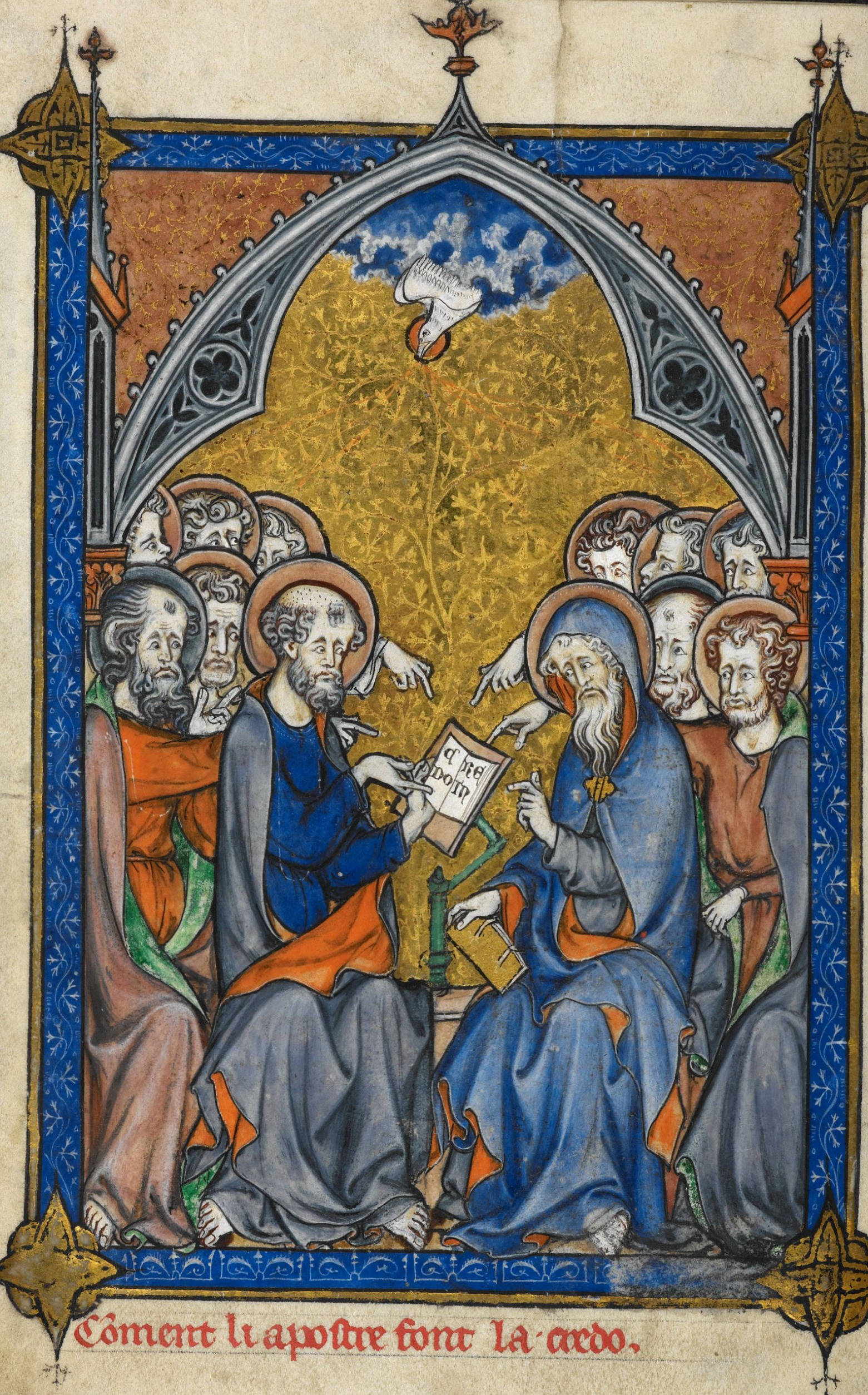

الرمز الرسولي (أو العقيدة الرسولية، أو عقيدة الرسل، أو قانون الإيمان المسيحي أو مذهب التلاميذ أو عقيدة تلاميذ المسيح باللاتينية: Symbolum Apostolorum أو Symbolum Apostolicum) بيان مبكر للمعتقد المسيحي، ويقال «عقيدة» ويقال «رمز». تستعمله بعض الطوائف المسيحية لأغراض ليتورجية (شعائرية) أو تعليمية، أبرزها الكنائس الليتورجية الغربية، ومنها الكنيسة الكاثوليكية واللوثرية والأنجليكية. يستعمله أيضًا المشيخيون والمورافيون والميثوديون والأبرشانيون.
الرمز الرسولي ثالوثيّ البنْيان، فيه مقاطع تؤكد الإيمان بالرب الآب والرب الابن والروح القدس. وهو مبني على الفهم اللاهوتي المسيحي للأناجيل القانونية ورسائل العهد الجديد، والعهد القديم بدرجة أقل. والظاهر أن أساسه هو «الرمز الروماني القديم» المعروف أيضًا بالعقيدة الرومانية القديمة.
صورته الأصلية مبكرة جدًّا، ومِن ثَم لا يتناول المسائل الكرستولوجية المحدَّدة في «قانون الإيمان» وغيره من الرموز المسيحية. ولذا لا تصريح فيه بشيء عن ألوهية المسيح أو ألوهية الروح القدس، ولا تناوُل لمسائل لاهوتية أخرى كثيرة صارت محل خلاف في القرون اللاحقة.
أول استعمال معروف لمصطلح «الرمز الرسولي» كان في خطاب يرجع إلى 390 بعد الميلاد من سينودوسٍ كان في ميلان، وربما كان مرتبطًا باعتقاد أن رسل المسيح الإثني عشر ساهم كل منهم –بوحي من الروح القدس– بفقرة من فقرات الرمز الاثنتي عشرة، وقد كان هذا الاعتقاد منتشرًا مقبولًا في القرن الرابع.

## تاريخه
كلمة Symbolum وحدها ظهرت في نحو منتصف القرن الثالث، في تراسُل القديسَين كبريانوس وفِرْمِليان، وكان الثاني تحديدًا يتكلم عن الرمز بوصفه «رمز الثالوث»، ويقول إنه جزء لا يتجزأ من طقس المعمودية.
وأما العنوان Symbolum Apostolicum فظهر أول مرة في خطاب من مَجمع كنسي في ميلان –ربما بقلم أمبروز– إلى البابا سيرغيوس، في نحو 390 بعد الميلاد: «فلْيحمدوا رمز الرسل الذي حافظت عليه الكنيسة الرومانية بلا مساس». لكن الذي كان حينئذ ليس هو نفس ما يُدعى الآن الرمز الرسولي، وإنما كان بيانًا اعتقاديًّا أَوْجز، لم يكن فيه مثلًا عبارة «خالق السماء والأرض»، وهي عبارة ربما لم تُدرَج قبل القرن السابع. قصة أصل هذا الرمز (منبع الرمز الرسولي وأساسه)، التي مفادها أن رسل المسيح الإثني عشر ألّفوه بوحي من الروح القدس وأن كلًا منهم ساهم بفقرة، كانت متداوَلة حينئذ.
تطوَّر النص الأبكر من نصوص مشابهة ابتَنت على آية 28:19 من إنجيل متى (الآية جزء من الإرسالية الكبرى)، ويقال إن ذلك النص كان قد كُتب بالفعل بحلول أواخر القرن الثاني.
البيانات الاعتقادية الفردية الموجودة في الرمز الرسولي –حتى تلك التي ليست في الرمز الروماني القديم– موجودة في كتابات أخرى لـ: إيرينيئوس وترتليان ونوفَتْيان ومارسيلوس وروفينوس وأمبروز وأوغسطينوس ونيكيتاس ويوسابيوس غالوس، لكن أول ظهور لما يُدعى الرمز الرسولي كان في مقتطفات من الكتب القانونية الفردية (De singulis libris canonicis scarapsus) الذي كتبه القديس بِرمِنْيوس بين 710 و714. وقال هنري بيتنسون وكريس ماوندر إن أول ظهور له كان في كتاب كلمات رئيس الدير برمنيوس، مقتطفات من الكتب القانونية الفردية (Dicta Abbatis Pirminii de singulis libris canonicis scarapsus). الظاهر أن هذا الرمز الأطول نشأ حيث الآن فرنسا وإسبانيا. فرضه شارلمان في جميع أنحاء بلاده، قبل أن يُقْبل في روما أخيرًا، حيث صمد الرمز الروماني القديم –أو نصوص شبيهة– قرونًا. مع ذلك قيل إنه يرجع إلى النصف الثاني من القرن الخامس، لا قبل.
النص الأصلي في اللاتينية واليونانية -كما هو واضح من مختلف الرموز المقتبَسة كلها تحت- يشير تحديدًا إلى «قيامة الجسد» (carnis resurrectionem أو σαρκὸς ἀνάστασιν)، لكن النسخ المعتمَدة في كنائس عديدة –منها الكنيسة الكاثوليكية الرومانية وكنيسة إنجلترا والكنائس اللوثرية والميثودية– تَذكر «قيامة الجسد» عمومًا. 
يرى بعضهم أن الرمز الرسولي متألف من عبارات من العهد الجديد. ففي عبارة «نزل إلى الجحيم» (descendit ad inferos) مثلًا صدَى آية 4:9 من رسالة أفسس «نزل إلى أقسام الأرض السفلى» (κατέβη εἰς τὰ κατώτερα μέρη τῆς γῆς). جدير بالذكر أن أول ظهور لهذه العبارة كان في إحدى نسختَي روفينوس في 390 ميلادية، وأنها لم تظهر ثانية في أي نسخة حتى 650 ميلادية. 
هذه العبارة وتلك الخاصة بـ«مناولة القديسين» موجودتان في الرمز الرسولي، ولا وجود لهما في الرمز الروماني القديم ولا قانون الإيمان.

## النص في اللاتينية
Credo in Deum Patrem omnipotentem, Creatorem caeli et terrae,

  et in Iesum Christum, Filium Eius unicum, Dominum nostrum,

  qui conceptus est de Spiritu Sancto, natus ex Maria Virgine,

  passus sub Pontio Pilato, crucifixus, mortuus, et sepultus,

  descendit ad inferos, tertia die resurrexit a mortuis,

  ascendit ad caelos, sedet ad dexteram Dei Patris omnipotentis,

  inde venturus est iudicare vivos et mortuos.

Credo in Spiritum Sanctum,

  sanctam Ecclesiam catholicam, sanctorum communionem,

  remissionem peccatorum,

  carnis resurrectionem,

  vitam aeternam.

Amen.

## النص في اليونانية
Πιστεύω εἰς θεòν πατέρα, παντοκράτορα, ποιητὴν οὐρανοῦ καὶ γῆς.

Καὶ (εἰς) Ἰησοῦν Χριστòν, υἱὸν αὐτοῦ τòν μονογενῆ, τòν κύριον ἡμῶν,

  τòν συλληφθέντα ἐκ πνεύματος ἁγίου, γεννηθέντα ἐκ Μαρίας τῆς παρθένου,

  παθόντα ἐπὶ Ποντίου Πιλάτου, σταυρωθέντα, θανόντα, καὶ ταφέντα,

  κατελθόντα εἰς τὰ κατώτατα, τῇ τρίτῃ ἡμέρᾳ ἀναστάντα ἀπò τῶν νεκρῶν,

  ἀνελθόντα εἰς τοὺς οὐρανούς, καθεζόμενον ἐν δεξιᾷ θεοῦ πατρὸς παντοδυνάμου,

  ἐκεῖθεν ἐρχόμενον κρῖναι ζῶντας καὶ νεκρούς.

Πιστεύω εἰς τò πνεῦμα τò ἅγιον, ἁγίαν καθολικὴν ἐκκλησίαν, ἁγίων κοινωνίαν,

  ἄφεσιν ἁμαρτιῶν, σαρκὸς ἀνάστασιν, ζωὴν αἰώνιον.

Ἀμήν.
النص العربي
أنا أؤمن بالله، الآب القدير، خالق السماء والأرض.
أنا أؤمن بيسوع المسيح، ابنه الوحيد، ربنا، الذي حبل به بعمل الروح القدس ونعمته، وولد من مريم العذراء، وتألم في عهد بيلاطس البنطي، وصلب، ومات، ودفن، ونزل إلى الجحيم، وفي اليوم الثالث قام من بين الأموات وصعد إلى السماء وجلس عن يمين الله الآب القدير. ومن هناك عليه أن يأتي ليدين الأحياء والأموات.
أؤمن بالروح القدس، والكنيسة الكاثوليكية المقدسة، وشركة القديسين، ومغفرة الخطايا، وقيامة الجسد، والحياة الأبدية. آمين.